# Любомудров, Константин Павлович
Константин Павлович Любомудров (27 июля 1879, Георгиевское, Ярославская губерния — 19 ноября 1937, Бутовский полигон, Московская область) — священномученик (память 19 ноября).

## Детство
Родился 27 июля 1879 года в селе Георгиевском на Лехти (ныне село Георгиевское в Борисоглебском районе Ярославской области) в семье псаломщика местной церкви. В семье было восемь детей, Константин был третьим по старшинству. В 1889 году был принят в Ярославское Духовное училище, а по окончании второго класса в церковно-певческую школу.

## Служение, семейная жизнь
В 1896 году, окончив курс церковно-певческой школы, Константин Любомудров был определен на служение псаломщиком в Пятницкую церковь в Ярославле. В 1900 году выдержал экзамен и был назначен учителем церковноприходской школы при Смоленской церкви за Волгой, работу учителя совмещал с должностью псаломщика. В июле 1900 года обучался на педагогических курсах. В 1902 году был назначен учителем Феодоровской школы в городе Ярославле. Одновременно преподавал арифметику в 1‑й Ярославской воскресной школе для взрослых. В 1903 году Константин Павлович был назначен учителем пения Рождественской женской школы.
В мае 1903 года Константин Павлович был рукоположен в сан диакона и стал дьяконом Рождественского монастыря в городе Ростове.
В том же 1903 году женился на Марии Михайловне Белкиной. В июне 1905 года у супругов родилась дочь Алевтина, в сентябре 1906 — близнецы София и Вера (Вера прожила 9 месяцев), в июне 1908 года — сын Михаил.

## Священник
11 июня 1908 года Константина Павлович был рукоположен в сан иерея и назначен на должность второго священника Преображенского Севастиановского женского монастыря. Монастырь располагался в труднодоступной местности посреди леса на берегу речки Сохоть, примерно в 40 км пути от Пошехонья. На тридцать втором году жизни священник Константин Любомудров остался вдовцом. В 1911 году отец Константин был переведен в село Марково Ростовского уезда на должность настоятеля местной Никольской церкви, и в том же году был назначен законоучителем Марковского двухклассного училища. После смерти старшей дочери у Константина Павловича остались дочь София и сын Михаил.

## В Московской губернии
В 1914 году отец Константин поступил вольнослушателем в Московский археологический институт на археографическое отделение. Полный курс обучения здесь длилися всего три года, а изучаемые предметы могли быть полезны для деятельности священнослужителя. В археологическом институте отец Константин изучал исторические дисциплины, принципы работы с древними текстами, архивоведение и другие предметы.
В 1917 году отец Константин с серебряной медалью окончил археологический институт, защитив диссертацию на тему «Святой Димитрий Ростовский и его проповеди». Получил звание Ученого Архивиста и был зачислен в Действительные члены института. Параллельно с обучением в археологическом институте отец Константин стал вольнослушателем Московской Духовной академии, с 1 марта 1916 года стал также сотрудником академии, получив назначение на должность эконома. 1 сентября 1917 года по окончании археологического института отец Константин становится студентом первого курса Московской Духовной академии.

## После Октябрьской революции
В результате революционных событий 1917 года в августе 1917 года часть зданий Московской Духовной Академии была занята Военной электротехнической школой, и Академия лишилась общежития. После зимней сессии, окончившейся 20 декабря 1917 года, студенты были вынуждены разъехаться до летних экзаменов по домам. Следующий 1918/19 учебный год стал для Академии последним в стенах Троице-Сергиевой лавры. В 1919 году обучение было прервано, тем не менее, при последующих арестах отец Константин указывал сведения об окончании им Московской Духовной академии. В 1919 году отец Константин был назначен священником, а с 1921 года настоятелем Скорбященской церкви на Большой Ордынке в Москве. Кроме того, до 1921 года отец Константин продолжал исполнять обязанности эконома, числясь сотрудником Военной электротехнической школы, которая заняла здание Духовной академии.

## Аресты, ссылка, расстрел
В Скорбященской церкви на Большой Ордынке отец Константин прослужил до 15 апреля 1932 года, когда был арестован. На допросе заявил, что проповедей, носящих антисоветский характер, он не произносит и проповедует в строго церковном духе. Был обвинён в антисоветской агитации. 10 мая 1932 года Особое Совещание при Коллегии ОГПУ приговорило отца Константина к пяти годам ссылки в Казахстан, и он был отправлен этапом в Алма-Ату. Вернувшись в 1935 году, отец Константин попытался устроиться в Москве, но ему, как бывшему в заключении, власти этого не позволили, и он был вынужден уехать в Можайск.
Отец Константин был арестован 29 октября 1937 года и заключен в Таганскую тюрьму в Москве. 17 ноября по его делу было составлено обвинительное заключение. Священник был обвинён в том, что, «возвратившись из ссылки, возобновил свою контрреволюционную деятельность, вокруг себя группировал реакционно настроенную часть верующих, среди которых распространял различные контрреволюционные, провокационные слухи, проводил денежные сборы для оказания материальной помощи высланным за контрреволюционную деятельность». На квартирах своих единомышленников совершал тайные богослужения". 17 ноября 1937 года тройка НКВД приговорила священника к расстрелу. Константин Любомудров был расстрелян 19 ноября 1937 года и погребен в общей безвестной могиле на Бутовском полигоне под Москвой.

## Память
- «Последний день приговоренного к смерти» — рассказ митрополита Илариона (Алфеева), написанный в 2020 году.